# Вишера (приток на Вичегда)
Вишера (на руски: Вишера) е река в Република Коми на Русия, десен приток на Вичегда (десен приток на Северна Двина). Дължина 247 km. Площ на водосборния басейн 8780 km².
Река Вишера води началото си от блатисти местности, на 136 m н.в., в южната част на Тиманското възвишение, на около 10 km южно от Синдорското езеро. В горното течение посоката ѝ е западна и южна, в средното – източна, а в долното – южна. Тече в широка и плитка заблатена долина, в която силно меандрира. Влива се отдясно в река Вичегда (десен приток на Северна Двина), при нейния 550 km, на 91 m н.в., на 4 km източно от село Сторожевск, в южната част на Република Коми. Основни притоци: леви – Нившера (215 km); десни – Еню (82 km). Има смесено подхранване с преобладаване на снежното. Среден годишен отток при село Лун 79,1 m³/s. Замръзва през ноември, а се размразява в края на април. Плавателна е за плиткогазещи съдове на 58 km от устието си, до устието на река Нившера, при село Богородск. По течението на Вишера са разположени няколко малки населени места.